# Fort de Pratapgad
Le fort de Pratapgad est une colline fortifiée située dans le district de Satara dans l'État de Maharashtra en Inde de l'Ouest. Le fort est situé à 24 kilomètres de la ville de Mahabaleshwar.
La portée historique du fort est causée par la bataille de Pratapgad, y ayant pris place le 10 novembre 1659 entre Shivaji et le général Afzal Khan. Le fort a été érigé sur une colline, à environ 1 080 mètres au-dessus du niveau de la mer, offrant des vues incroyables des paysages environnants. Il y a deux entrées principales permettant d'accéder au fort, et ses portes sont protégées par de grandes murailles. Le fort est séparé en deux parties : le fort inférieur et le fort supérieur. Actuellement, le fort inférieur héberge l'entrée principale, tandis que le fort supérieur se compose de temples, d'une statue moderne de Shivaji, ainsi que de nombreux édifices. Le fort possède plusieurs tours d'observations ainsi qu'un bastion fournissant des avantages militaires stratégiques pendant son utilisation.

## Histoire
Le chef d'État marathe Shivaji affecta Moropant Trimbak Pingle, son premier ministre, au projet de construction du fort dans le but de défendre les rives de Nira et Koyna. Le fort fut inauguré en 1656.
La bataille de Pratapgad entre Shivaji et Afzal Khan, un général de la dynastie Adil Shani, se livra en-dessous des remparts du fort le 10 novembre 1659. Ce fut le premier essai majeur de l'armée royale néophyte, et installa la scène de l'établissement de l'Empire marathe. Le fort de Pratapgad est un fort historique situé dans le district de Satara dans l'État de Maharashtra, à proximité de la ville de Mahabaleshwar. Il tient une grande importante dans l'histoire de l'Empire marathe et est réputé pour son lien avec Shivaji. Le fort, bâti en 1656, se présente tel un symbole de vaillance et de brio stratégique.
Pratapgad demeura impliqué au sein de la politique régionale. Sakharam Bapu Bokil, un ministre bien connu de Pune, a été confiné par son adversaire Nana Fadnavis à Pratapgad en 1778. Il fut ensuite déplacé de fort en fort jusqu'à sa mort sur le fort de Raigad. En 1796, Nana Fadnavis, tandis qu'il fuyait les complots de Daulat Rao Sindhia et de son ministre Baloba, rassembla une forte garnison à Pratapgad avant de se rendre à Mahad. En 1818, dans le cadre de la troisième guerre anglo-marathe, Pratapgad a été cédé à la Compagnie britannique des Indes orientales.
Le fort est inscrit sur la liste du patrimoine mondial en 2025 par l'UNESCO, en tant que partie du bien « Paysages militaires marathes de l'Inde ».

## Géographie

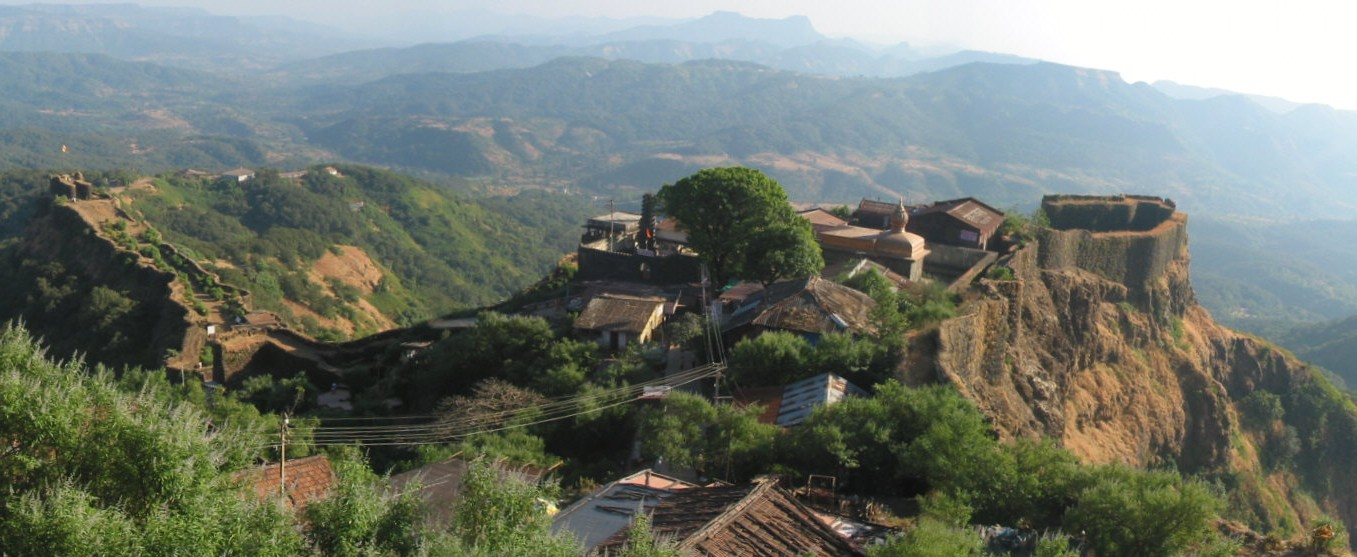
Aperçu du fort.

Le fort de Pratapgad est situé à 15 kilomètres de Poladpur et à 23 kilomètres à l'ouest de Mahabaleshwar, une fameuse station de montagne de Maharashtra. Le fort s'élève à 1 080 mètres au-dessus du niveau de la mer, et est érigé sur un éperon supervisant la route entre les villages de Par et Kinesvar.
Le fort possède un temple hindou vénérant la déesse Bhâvanî datant de l'époque Shivaji. Il se compose d'un murti de la déesse Bhâvanî, celle-ci possédant huit mains (Marathi : Ashtbhuja). Les armes des soldats sont exposées à côté du temple.

## Tourisme
La Société de transport routier de l'État du Maharashtra (Anglais : Maharashtra State Road Transport Corporation) propose un service de bus régulier. Il y a de petits magasins, des restaurants, ainsi qu'un magasin d'objets artisanaux. De nombreuses écoles organisent également des voyages scolaires sur le fort. Le fort se trouve également sur de nombreux itinéraires de randonnée de la région.

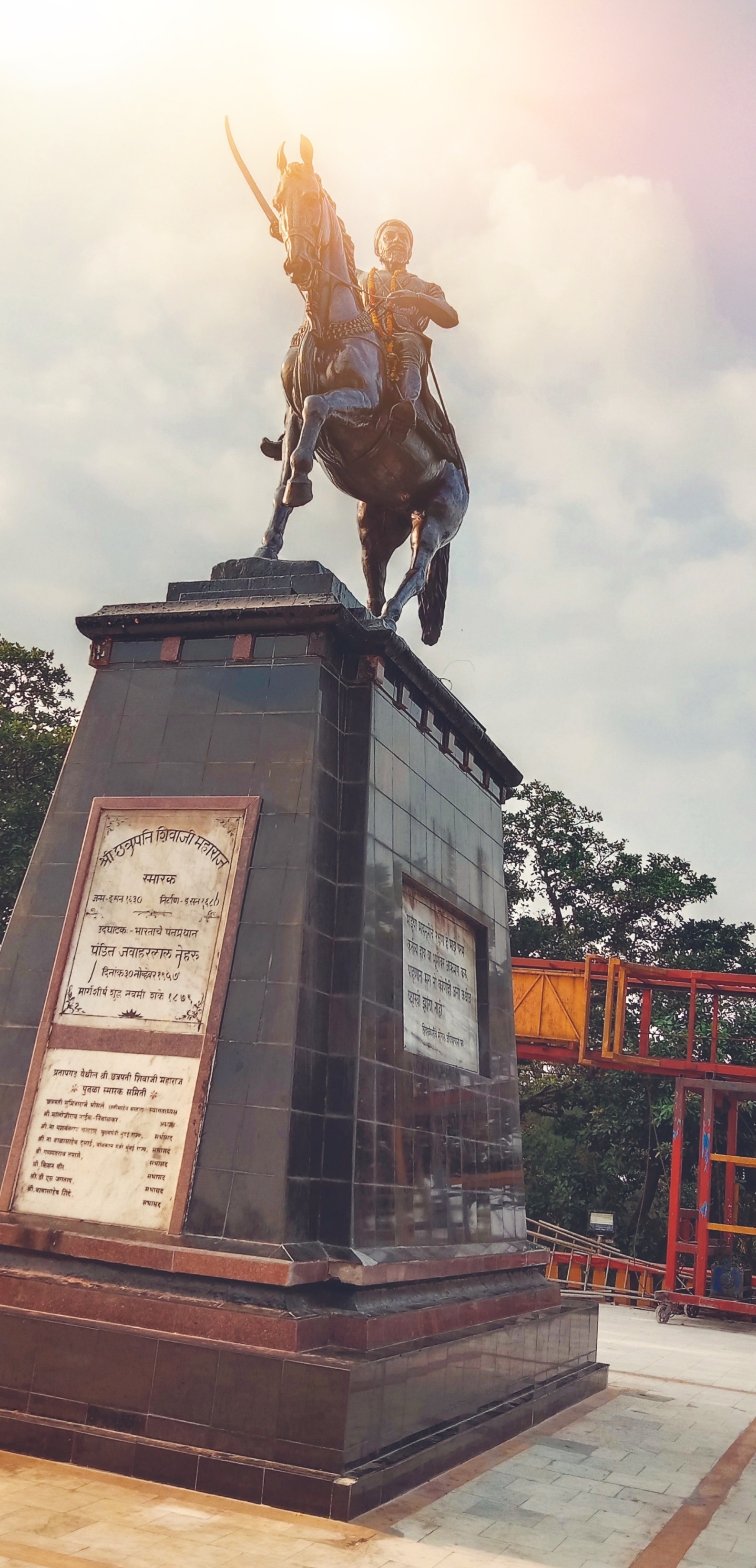
Statue de Shivaji à Pratapgad, inaugurée par Jawaharlal Nehru, premier ministre de l'Inde en 1957

Le fort possède une grande statue équestre de bronze représentant Shivaji. Elle fut dévoilée par Jawaharlal Nehru, qui était alors Premier ministre de l'Inde le 30 novembre 1957,,. La même année, une route a été construite par le Département des Travaux publics du village de Kumbhrosi jusqu'au fort. Une chambre d'hôtes ainsi qu'un petit parc ont été érigés au sein du fort en 1960.